# Larry Young (musicista)
Larry Young (Newark, 7 ottobre 1940 – New York, 30 marzo 1978) è stato un organista, pianista jazz statunitense.

## Biografia
Khalid Yasin Abdul Aziz, meglio conosciuto come Larry Young, portò sull'organo Hammond B-3 un originale stile modale, diverso da quello soul introdotto dal grande caposcuola dell'organo jazz, Jimmy Smith.
Dopo aver suonato, nel corso degli anni cinquanta, con diverse formazioni di Rhythm & blues Young entrò nella scena jazz collaborando con Jimmy Forrest, Lou Donaldson, Kenny Dorham, Hank Mobley e Tommy Turrentine.
Come leader, iniziò ad incidere per la Prestige Records a partire dal 1960, concentrandosi sul soul jazz ed incidendo album quali Testifying, Young Blues e Groove Street. Dopo la sua transizione alla Blue Note Records nel 1964, cominciò ad essere influenzato da John Coltrane. Questo fu il periodo in cui produsse la sua musica migliore.
Fu molto spesso in studio con il chitarrista Grant Green e il batterista Elvin Jones, gruppo al quale si univano occasionalmente altri musicisti.
La maggior parte degli album di questa formazione fu pubblicata a nome di Green anche se quello intitolato Into Somethin' (con Sam Rivers al sassofono) fu pubblicato come il suo album d'esordio in Blue Note.
Il suo album più noto  è Unity, registrato nel 1965; la formazione comprendeva Joe Henderson e un giovane Woody Shaw. Gli album Blue Note  che seguirono (Contrasts, Of Love and Peace, Heaven On Earth) continuarono ad incorporare elementi di musica di avanguardia, utilizzando musicisti di Newark (la città natale di Young).
Negli anni successivi Young fu coinvolto nel movimento fusion: convocato per l'incisione dell'album di Miles Davis Bitches Brew, iniziò subito dopo una collaborazione con il chitarrista John McLaughlin e divenne parte del trio di Tony Williams, Lifetime.
Con quest'ultimo gruppo egli mise a punto un suono che combinava un approccio molto percussivo con effetti reminiscenti di chitarra e sintetizzatori. Sempre in questi anni, partecipò ad una jam session con Jimi Hendrix, che fu pubblicata dopo la morte di quest'ultimo sull'album Nine to the Universe, conferendogli una certa notorietà tra gli appassionati di rock.
Young morì a 37 anni, per una polmonite trascurata.

## Discografia
Album (Leader)
- 1960 – Testifying (New Jazz Records, NJLP-8249)
- 1961 – Young Blues (New Jazz Records, NJLP-8264)
- 1962 – Groove Street (Prestige Records, PRLP/PRST-7237)
- 1965 – Into Somethin' (Blue Note Records, BLP-4187/BST-84187)
- 1966 – Unity (Blue Note Records, BLP-4221/BST-84221)
- 1966 – Of Love and Peace (Blue Note Records, BLP-4242/BST-84242)
- 1967 – Contrasts (Blue Note Records, BLP-4266/BST-84266)
- 1968 – Heaven on Earth (Blue Note Records, BLP-4304/BST-84304)
- 1973 – Lawrence of Newark (Perception Records, PLP 34)
- 1975 – Larry Young's Fuel (Arista Records, AL 4051)
- 1976 – Spaceball (Arista Records, AL 4072)
- 1977 – The Magician (Acanta Records, CC 29.383)
- 1980 – Mother Ship (Blue Note Records, LT-1038)
- 1999 – Gumbo! (Prestige Records, PRCD-24229-2) a nome Booker Ervin, Pony Poindexter, Larry Young, registrazioni del 1963
- 2016 – In Paris the ORTF Recordings (Resonance Records, HCD-2022) registrazioni del 1964 e 1965